# 盧広
盧 広（盧廣、ろ こう、生没年不詳）は、南朝梁の官僚・儒学者。本貫は范陽郡涿県。

## 経歴
晋の司空従事中郎盧諶の末裔を自称していた。若くして経書に明るく、儒学に習熟した。天監年間に北魏から南朝梁に帰順した。員外散騎侍郎を初任とし、始安郡太守として出向した。事件に連座して免官されたが、ほどなく折衝将軍として再起し、北伐に参加した。建康に帰還すると、歩兵校尉に任じられ、国子博士を兼ねて、五経を講義した。当時、北朝から南朝梁にやってきた崔霊恩・孫詳・蔣顕といった儒学者らの講説はみな訛の強いものであったが、ひとり盧広の言論は北の訛を感じさせなかった。尚書僕射の徐勉は経学に通じていたことから、盧広と互いに賞賛しあい、友情を深めた。ほどなく盧広は国子博士のまま員外散騎常侍に転じた。桂陽嗣王蕭淵象の下で信武長史となり、尋陽郡太守として出向した。武陵王蕭紀が江州刺史となると、盧広は太守のままその麾下に転じて長史となった。後に在官のまま死去した。

## 伝記資料
- 『梁書』巻48 列伝第42
- 『南史』巻71 列伝第61